# Hoplitis cristatula
Hoplitis cristatula is een vliesvleugelig insect uit de familie Megachilidae. De wetenschappelijke naam van de soort is voor het eerst geldig gepubliceerd in 1990 door van der Zanden.